# Guiyu oneiros
Guiyu es un género extinto de peces óseos, y el más antiguo que se conoce. Vivió durante el Silúrico Tardío (hace 419 millones de años) en China. El fósil fue extraído de la caliza lodosa de la formación Kuanti en la provincia de Yunnan, al sudeste de China. El pez fósil mide 26 cm de largo y 11 cm de ancho, y su esqueleto está muy bien preservado.
Este espécimen tiene una combinación de características, tanto de los actinopterigios como de los sarcopterigios, sin embargo análisis de la totalidad de sus caracteres, lo ubica como más cercano a los sarcopterigios.

## Nombre
Guiyu proviene del mandarín 鬼鱼 guǐyú «pez fantasma». El nombre específico oneiros proviene del griego ὄνειρος «sueño».